# Hosszúfarkú özvegypinty

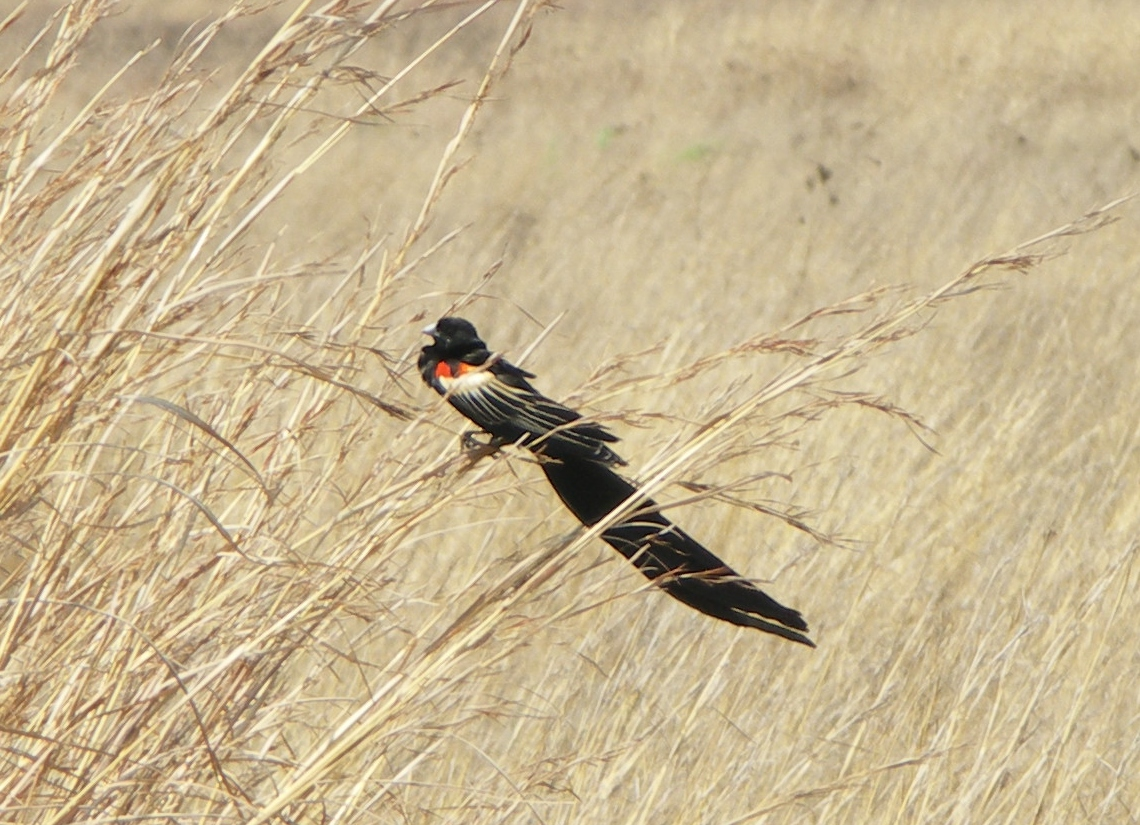
Nászruhás hím

A hosszúfarkú özvegypinty (Euplectes progne) a madarak (Aves) osztályának a verébalakúak (Passeriformes) rendjéhez, ezen belül a szövőmadárfélék (Ploceidae) családjához tartozó faj.
A kakasfarkú özvegypinty (Euplectes jacksoni) legközelebbi rokon faja, azt helyettesíti Afrika déli részén.

## Elterjedése, élőhelye
Angola, Botswana, a Dél-afrikai Köztársaság, Szváziföld, Lesotho, Zambia, a Kongói Demokratikus Köztársaság és Kenya területén fordul elő.
Nyílt, füves területek lakója, többnyire valamely állandó vízforrás közelében él.

## Alfajai
Három alfaja egymástól jól elkülönített területen, nagy földrajzi távolságban fordul elő.
- Euplectes progne delamerei (Shelley, 1903) - Kenya középső részén él
- Euplectes progne delacouri (Wolters, 1953) - Angola, a Kongói Demokratikus Köztársaság déli részén és Zambia területén honos
- Euplectes progne progne (Boddaert, 1783) - Botswana déli részén, a Dél-afrikai Köztársaság, Szváziföld és Lesotho területén honos

## Megjelenése
A két ivar között nagyfokú ivari dimorfizmus figyelhető meg. A nászruhás hím testhossza 34 centiméter, melyből 20 centimétert hosszú, felmeresztve a kakasok farkára emlékeztető farka tesz ki. A nászruhás hím teljes tollazata fekete, kivéve néhány piros tollat a szárnyán.
A tojók és a fiatal madarak testhossza 12-14 centiméter, tollazatuk fakó barnás-homokszínű, nagyon hasonlítanak egy nőstény házi verébre. Nászidőszakon kívül a hímek tollazata is hasonló.

## Életmódja
A faj a költési időszakon kívül kisebb csapatokban él. Tápláléka vadon élő fűfélék és termesztett gabonafélék magvai.
A fiókanevelési időszakban viszonylag sok rovart is fog, hogy a fiókák nagy fehérjeigényét fedezni tudja.

## Szaporodása
Az ivarérettséget egyéves korban éri el. 
A kifejlett hímek miután nászruhát öltöttek elejtik násztáncukat, hogy elcsábíthassák a tojókat. Egy kisebb növényzetmentes foltok keresnek és ott leülnek a földre. Amikor feltűnik egy tojó a közelben egészen izgatottak lesznek, tollaikat felmeresztik és így ugrálnak fel és alá, miközben fejüket hátravetik. A felugrások során farkukat egészen előrehajlítják.
A költési időszak időpontja az esős évszak függvényében változik. 
A fészek fűből szőtt kerek építmény. A hímek fészküket a magas fű közé, építik. A fészkek bejárata oldalról nyílik. Mint minden özvegypintyfajnál, a hosszúfarkú özvegypintynél is a hím csupán a fészek vázát építi fel. A fészket a hím által elcsábított és megtermékenyített tojó fejezi be. A díszes tollú hímnek így bőven marad ideje szépen kidolgozott dürgési ceremóniájának lebonyolítására és így újabb tojókat tud elcsábítani. 
A költés és később a fiókák felnevelése a tojó feladata. A fészekalj 3-4  tojásból áll. Ezeken a tojó 11-14 napig kotlik. 
A fiatal madarak a kelés után 2 héttel repülnek ki.